# Lynette Fromme
Lynette Alice "Squeaky" Fromme (Santa Mónica, California, 22 de octubre de 1948) es una criminal estadounidense conocida por haber formado parte del grupo de Charles Manson conocido como La «Familia Manson», además de haber sido acusada del intento de asesinato del Presidente de los Estados Unidos Gerald Ford en 1975. Cumplió su condena en prisión hasta el 14 de agosto de 2009.

## Los primeros años
Fromme nació en Santa Mónica, California, hija de Helen Benziger Fromme y William Millar Fromme, un ingeniero aeronáutico.
De niña, Fromme actuaba en un popular grupo de baile local llamado Westchester Lariats, que a finales de los años 50 empezó una serie de giras por Estados Unidos y Europa, actuando en El Show de Lawrence Welk y en la Casa Blanca. Fromme participó en la gira de 1959.
En 1963, la familia se mudó a Redondo Beach, un suburbio de Los Ángeles, y Fromme comenzó a beber y consumir drogas. Sus notas en el instituto bajaron aunque consiguió terminar en 1966. Se fue de casa de sus padres hasta que, unos meses más tarde, su padre la convenció para regresar y asistir a El Camino Junior College. Su asistencia allí duró sólo dos meses, pues debido a una discusión con su padre, ella se encontró de nuevo en la calle como una vagabunda.

## La Familia Manson
En 1967, Fromme se fue a Venice Beach, sufriendo de depresión. Charles Manson, que había sido recientemente liberado de la prisión estatal de Terminal Island cerca de Long Beach, la vio en la calle y entabló conversación con ella. Fromme encontró interesantes la actitud y la filosofía de Manson, y los dos se hicieron amigos, viajando juntos con otros jóvenes como Mary Brunner y Susan Atkins. Empezaron a vivir al sur de California, en el Rancho Spahn, y en el desierto cerca del Valle de la Muerte.
Después de que Manson y otros de sus seguidores fueran arrestados por cometer los que luego se conocerían como los asesinatos de Tate-LaBianca en 1969, Fromme y el resto de la «La Familia Manson» acamparon frente al lugar de los juicios. Cuando Manson y sus compañeros, Patricia Krenwinkel, Leslie Van Houten y Atkins se tallaron a cuchillo equis en la frente y se raparon al cero, también lo hicieron Fromme y sus acompañantes. Ellos proclamaron la inocencia de Manson y explicaron su filosofía apocalíptica a los medios de comunicación, así como a cualquier persona que quisiera escucharles. Nunca fue acusada por su relación con los asesinatos, pero fue encontrada culpable de intentar evitar el encarcelamiento de Manson haciendo que sus seguidores no testificaran, así como de negarse a testificar ella misma. Fue condenada a una corta estancia en prisión por ambas cosas.

## Asesinato en Stockton, California
Fromme se mudó a Stockton, California, con sus amigos Nancy Pitman y Priscilla Cooper, un par de exconvictos llamados Michael Monfort y James Craig, y una pareja, James y Lauren Willett. Después de que el cadáver de James Willett fuera encontrado, los compañeros de piso fueron arrestados como sospechosos de asesinato. Lauren Willett también fue encontrada muerta. Una niña pequeña que se cree que era la hija de los Willett estaba en la casa y fue llevada al Mary Graham Hall. Fromme fue puesta en libertad por falta de pruebas.
La oficina del juez de instrucción del Condado de Sonoma concluyó que James Willett fue asesinado en septiembre de 1972, aunque su cuerpo no fue encontrado hasta principios de noviembre del mismo año. Había sido enterrado cerca de Guerneville en el Condado de Sonoma. Durante la noche del sábado 11 de noviembre de 1972, la Policía de Stockton obtuvo la información de que una furgoneta propiedad de los Willett había sido encontrada en la zona. Estaba aparcada en frente del 720 W. Flora Street. "El Sargento de Policía Richard Whiteman fue a la casa y, cuando se le negó la entrada, forzó su entrada en la misma. Todas las personas en el interior fueron arrestadas excepto Fromme. Ella telefoneó a la casa mientras la policía estaba allí, preguntando si alguien podía ir a recogerla, siendo arrestada entonces. La Policía encontró una importante cantidad de pistolas y munición en la casa, y se dieron cuenta de que había tierra que había sido removida recientemente junto al edificio." La Policía de Stockton obtuvo una orden y excavó hasta encontrar el cuerpo de Lauren Willet sobre las 5 de la mañana del día siguiente. Cooper contó a los investigadores que Lauren se había disparado accidentalmente y la habían enterrado cuando se dieron cuenta de que estaba muerta. Cooper sostuvo que Monfort estaba "demostrando los peligros de las armas de fuego, jugando a una forma de ruleta rusa con una pistola del calibre .38", al principio había apuntado contra su propia cabeza, pero como la pistola no se disparó, apuntó a la de la víctima y esta vez sí se disparó. La Policía de Stockton indicó que Lauren Willett "estaba con los otros por su propia voluntad antes del tiroteo, y no era prisionera".
Fromme se mudó entonces al apartamento de una amiga en Sacramento, su compañera en «La Familia Manson» Sandra Good. Las dos cambiaron sus nombres por los que les había asignado Manson para simbolizar la devoción que seguían manteniendo por la nueva religión de Manson. Fromme era "Red" (Rojo) por el color de su cabello y las secuoyas, y Good se convirtió en "Blue" (Azul) por sus ojos azules y el color del océano. Llevaban vestidos de esos colores y defendían la ecología.

## Intento de contacto con Jimmy Page
En marzo de 1975, Fromme se encontró con Danny Goldberg, el publicista de la banda de rock británica Led Zeppelin, que estaba haciendo una gira de conciertos por los Estados Unidos. Ella dijo que quería ver al guitarrista de Led Zeppelin Jimmy Page porque ella había visto algo maligno en su futuro y pensaba que podía ocurrir aquella noche durante la actuación del grupo en el Long Beach Arena. Ella juró que la última vez que esto ocurrió, alguien había sido disparado en la cabeza junto a ella. Goldberg la persuadió para escribir una larga nota a Page, después de esto ella se fue. La nota fue quemada sin leer.

## Intento de asesinato del presidente Ford

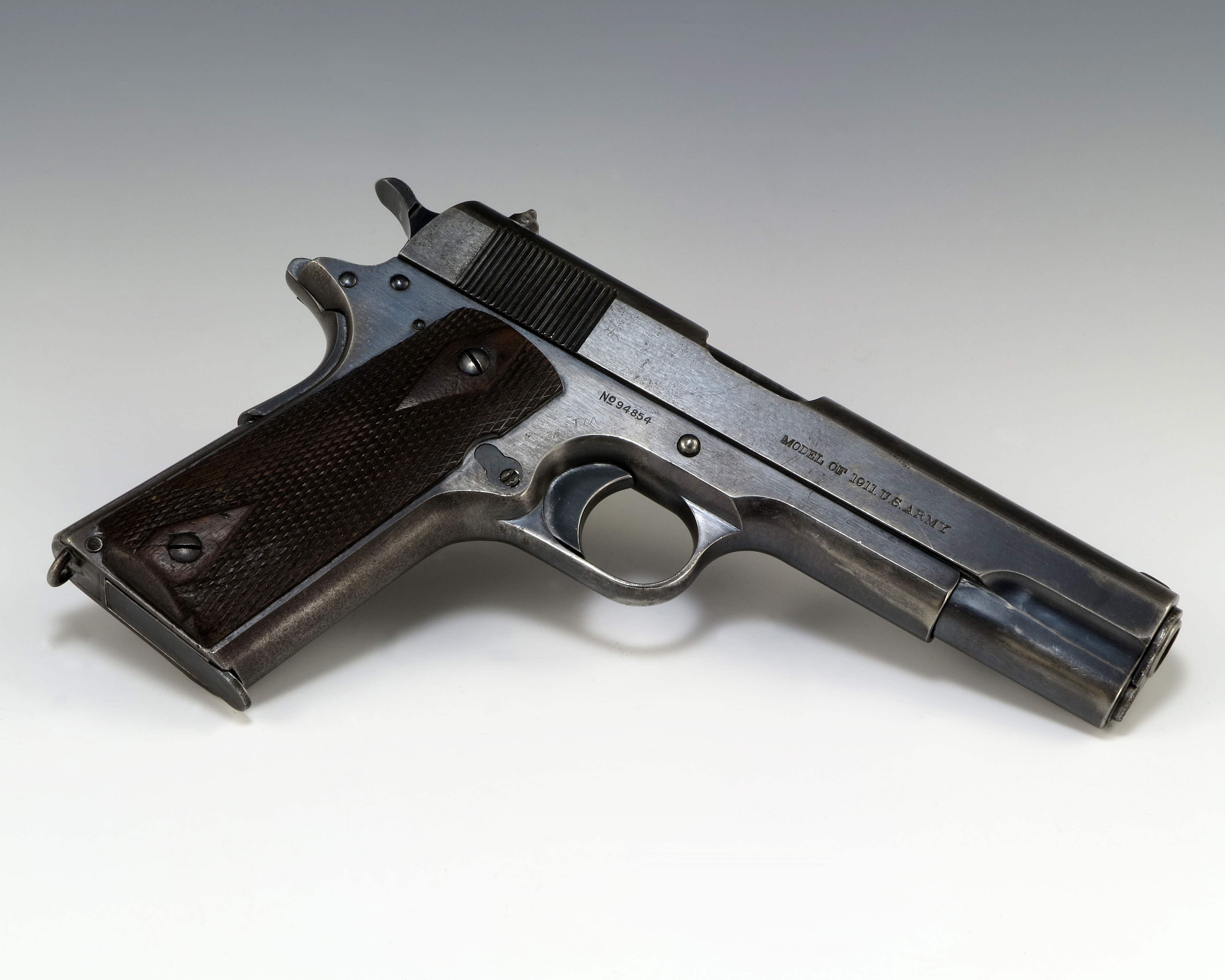
Pistola M1911 calibre .45 usada por Fromme en el intento de asesinato de Gerald Ford.

En la mañana del 5 de septiembre de 1975, Fromme fue al parque del capitolio de Sacramento (supuestamente para hablar con el presidente Gerald Ford sobre la difícil situación de las secuoyas de California) vestida como una monja, con una hábito rojo y armada con una pistola automática Colt del calibre .45, con la que apuntó a Ford. La pistola estaba cargada, pero ninguna bala estaba en el disparador. Fue inmediatamente apresada por agentes del Servicio Secreto de los Estados Unidos, y mientras la esposaban, tuvo tiempo para decir unas cuantas frases a las cámaras que había en la escena, indicando que la pistola no se había disparado. Fromme contó posteriormente al The Sacramento Bee que ella había vaciado el cargador de la pistola antes de salir de su casa aquella mañana y los investigadores encontraron más tarde un cartucho de una .45 ACP en su cuarto de baño.
Después de un largo juicio, se negó a cooperar con su propia defensa y fue encontrada culpable de intento de asesinato del presidente y sentenciada a cadena perpetua según la ley de 1965 (que se creó a partir del asesinato del presidente John F. Kennedy) que especificaba una sentencia máxima de vida en prisión por intentar asesinar a un presidente. Cuando el fiscal de los Estados Unidos Duane Keyes recomendó un severo castigo porque ella estaba "llena de odio y violencia", Fromme le tiró una manzana, golpeándole en la cara y rompiendo sus gafas.

## Consecuencias
En 1979, Fromme fue trasladada de la prisión de Dublin, California, por atacar a otra presa, Julienne Busic, usando un martillo. El 23 de diciembre de 1987, escapó de la Prisión Federal Alderson, cerca de Alderson, Virginia Occidental, intentando encontrarse con Manson, porque había escuchado que tenía cáncer testicular. Fue capturada dos días más tarde y desde entonces cumplió condena en Texas, en el Centro Médico Federal de Carswell. Aunque desde 1985 podía solicitar la libertad condicional, Fromme renunció constantemente a su derecho a solicitarla. Finalmente se le concedió la libertad provisional en agosto de 2009.
Diecisiete días después del intento de asesinato de Fromme, Sara Jane Moore intentó asesinar a Ford en San Francisco; tampoco consiguió su objetivo.
Fromme tiene el número de la Agencia Federal de Prisiones 06075-180.